# Sematophyllum coppeyi
Sematophyllum coppeyi là một loài Rêu trong họ Sematophyllaceae. Loài này được (Cardot) Broth. miêu tả khoa học đầu tiên năm 1932.